# تو را از دست دادم تا خودم را دوست داشته باشم
«تو را از دست دادم تا خودم را دوست داشته باشم» (به انگلیسی: Lose You to Love Me) ترانه‌ای از سلنا گومز خواننده آمریکایی است. این آهنگ توسط اینتراسکوپ رکوردز در ۲۳ اکتبر سال ۲۰۱۹، به عنوان اصلی‌ترین آهنگ از آلبوم استودیوی انفرادی بعدی او منتشر شد. این ترانه توسط گومز، جولیا مایکلز، جاستین ترنتر و تهیه‌کنندگان آن متمن و رابین با تولید اضافی توسط فینیز ساخته شده‌است.

## زمینه
گومز در آوریل ۲۰۱۹ فاش کرد که روی موسیقی جدید کار می‌کند. وی بعد از اینکه طرفداران خود را در اینستاگرام با عکس گذاشتن از کودکی خود و در حال حاضر آماده کرد، در ۱۸ اکتبر اعلام کرد که تک آهنگی با عنوان «تو را از دست دادم تا خودم را دوست داشته باشم» در ۲۳ اکتبر منتشر می‌شود.

## عملکرد تجاری
این آهنگ در هفته افتتاحیه خود پس از تنها ۲ روز در شماره ۱۵ در نمودار بیلبورد هات ۱۰۰ با ۳۶۰۰ نسخه فروخته شده. در شماره یک در نمودار آهنگ‌های دیجیتال و شماره ۲۰ در نمودار آهنگ‌های پخش شده قرار گرفته‌است. این آهنگ کار خود را در بیلبورد از رتبه ۱۵ شروع کرد و دومین آهنگ گومز پس از آهنگ ''گود فور یو''-رتبه ۹ در بیلبورد در سال ۲۰۱۵- است که در این جایگاه قرار می‌گیرد. آهنگ شماره ۱ در نمودار آیتیونز ایالات متحده و شماره ۱ در اسپاتیفای جهانی در آمریکا و نمودار ۷۲ کشور مختلف، و ۳۴ کشور در اپل موزیک است. این آهنگ با ۱۸٫۳ میلیون بازدید در یوتیوب آغاز شد و روز بعد با ۲۳٫۴ میلیون بازدید به اوج جدید رسید.

## موزیک ویدیو
این موزیک ویدئو با آهنگ در نیمه شب در ۲۳ اکتبر ۲۰۱۹ منتشر شد. فیلم سیاه و سفید به کارگردانی سوفی مولر ساخته شده و کامل با آیفون ۱۱ پرو فیلمبرداری شده‌است. ویژگی این موزیک ویدیو آواز خواندن مستقیم به دوربین و اعترافات گومز است. این ویدئو بیش از ۲۰۰ میلیون بازدید دارد.